# Кацовский, Томаш
Томаш Кацовский (чеш. Tomáš Kacovský; род. 29 августа 1969, Прага) — чешский гребец, выступавший за сборные Чехословакии и Чехии по академической гребле в 1990-х годах. Серебряный и бронзовый призёр чемпионатов мира, обладатель серебряной медали Кубка мира, многократный победитель первенств национального значения.

## Биография
Томаш Кацовский родился 29 августа 1969 года в Праге.
Впервые заявил о себе в академической гребле на международном уровне в сезоне 1987 года, когда вошёл в состав чехословацкой национальной сборной и выступил на юниорском мировом первенстве в Кёльне, где в зачёте восьмёрок стал девятым.
В 1992 году в парных двойках лёгкого веса был восьмым на чемпионате мира в Монреале.
После разделения Чехословакии Кацовский остался действующим спортсменом и продолжил принимать участие в крупнейших международных регатах в составе национальной сборной Чехии. Так, в 1993 году он отметился выступлением на домашнем чемпионате мира в Рачице, где в лёгких парных двойках занял итоговое 13-е место.
В 1994 году в лёгких одиночках стал восьмым на чемпионате мира в Монреале.
В 1995 году побывал на чемпионате мира в Тампере, откуда привёз награду серебряного достоинства, выигранную в лёгких одиночках — в финале уступил только британцу Питеру Хэйнингу.
На чемпионате мира 1996 года в Глазго вновь стал серебряным призёром в лёгких одиночках — здесь его обошёл датчанин Карстен Нильсен.
В 1997 году в той же дисциплине выиграл бронзовую медаль на чемпионате мира в Эгбелете.
В 1998—1999 годах выступал в парных двойках лёгкого веса на этапах Кубка мира, в том числе получил серебро на этапе в Мюнхене.